# Mats Stoltenborg
Mats Stoltenborg (Hoofddorp, 10 oktober 1992) is een Nederlandse marathon- en langebaanschaatser uit Hoofddorp.

## Biografie
Naast het schaatsen heeft Stoltenborg inmiddels twee studies afgerond. In 2013 heeft hij zijn diploma Fysiotherapie gehaald aan de Hogeschool Leiden. Vervolgens heeft hij een master Beleid, Communicatie en Organisatie gevolgd aan de Vrije Universiteit van Amsterdam. Deze studie heeft hij in 2017 met succes weten af te ronden. Sindsdien focust hij zich volledig op het schaatsen.
Sinds 2010 doet Stoltenborg aan marathonschaatsen op landelijk niveau. In eerste instantie in de 1e divisie voor Schaatsteamhaarlem.nl. In 2012 maakte hij zijn debuut in de Top Divisie voor Team Payroll Group. Nadat deze ploeg na een jaar stopte, vond hij onderdak bij  Team Angenent. In dit jaar maakte hij dusdanige progressie, wat hem een contract opleverde bij de commerciële schaatsploeg van Jillert Anema, Team Clafis - Aware - Fonterra. Bij dit team reed hij de langebaanwedstrijden voor Clafis en de marathons voor de opleidingsploeg Team Tjolk. Na 2 jaar koos hij ervoor om de ploeg te verlaten, zodat hij zijn studie aan de Vrije Universiteit van Amsterdam af kon ronden. Hij ging schaatsen voor de marathonploeg Bouw & Techniek, waarbij hij zijn sport en studie beter kon combineren. Uiteindelijk heeft hij 4 jaar deel uitgemaakt van dit team, waarna hij een aanbieding kreeg van Team Jumbo Visma. Bij dit team maakt hij deel uit van de marathon tak, welke mede mogelijk wordt gemaakt door Unox. Door de Corona-maatregelen werd de start van het marathonseizoen 2020-2021 steeds uitgesteld, waarna deze op 14 januari 2021 definitief werd afgelast. Met een vorstperiode in februari was er nog even hoop dat er toch nog een Nederlands Kampioenschap op natuurijs zou kunnen worden verreden. Hier werd door de regering ook vroegtijdig een streep gezet.
In het schaatsseizoen 2013-2014 pakte Stoltenborg de eindoverwinning in het jongerenklassement (witte pak) in de Topdivisie. Op 14 december 2014 boekte hij in Rotterdam zijn eerste overwinning in de Topdivisie. Op 2 december 2016 maakte hij bij het langebaanschaatsen zijn debuut op de World Cup in Astana nadat veel toprijders waaronder Sven Kramer en Jorrit Bergsma afzegden.

## Records

### Persoonlijke records
| Afstand      | Tijd     | Datum            | Baan       |
| ------------ | -------- | ---------------- | ---------- |
| 500 meter    | 40,82    | 5 december 2015  | Heerenveen |
| 1000 meter   | 1.29,19  | 21 oktober 2008  | Inzell     |
| 1500 meter   | 1.56,16  | 5 december 2015  | Heerenveen |
| 3000 meter   | 3.46,87  | 19 december 2020 | Heerenveen |
| 5000 meter   | 6.20,84  | 15 oktober 2016  | Inzell     |
| 10.000 meter | 13.01,70 | 28 december 2020 | Heerenveen |

### Baanrecords
| Afstand      | Tijd     | Datum            | Baan    |
| ------------ | -------- | ---------------- | ------- |
| 3.000 meter  | 3.53,78  | 27 februari 2016 | Haarlem |
| 10.000 meter | 13.42,30 | 7 maart 2020     | Haarlem |

## Resultaten
| Seizoen   | NK Afstanden             | Wereldbeker           |
| --------- | ------------------------ | --------------------- |
| 2015-2016 | 13e 5000m 6e 10.000m     |                       |
| 2016-2017 | 10e 5000m 4e 10.000m     | 31e 5000/10.000 meter |
| 2017-2018 | 18e 5000m DQ 10.000m     |                       |
| 2018-2019 | 13e 5000m 6e 10.000m     |                       |
| 2020-2021 | 10e 5000m 5e 10.000m     |                       |
| 2021-2022 | DQ 10.000m               |                       |
| 2022-2023 | 5e 10.000m 4e massastart |                       |

## Marathon
2011/2012
- Nederlands Kampioenschap Junioren Den Haag

2013/2014
- KPN Marathon Cup 15 Heerenveen
- KPN Marathon Cup Jongerenklassement

2014/2015
- KPN Marathon Cup 10 Rotterdam
- KPN Marathon Cup 12 Enschede
- KPN Marathon Cup Jongerenklassement

2015/2016
- KPN Marathon Cup 12 Assen
- KPN Marathon Cup 14 Tilburg
- KPN Marathon Cup Jongerenklassement

2016/2017
- KPN Marathonvierdaagse Finale Alkmaar

2017/2018
- KPN Marathon Cup 5 Haarlem
- KPN Marathon Cup 6 Hoorn

2018/2019
- KPN Marathon Cup 4 Heerenveen
- KPN Marathon Cup 6 Alkmaar
- KPN Marathon Cup 9 Tilburg
- KPN Marathon Cup 13 Dronten
- KPN Marathon Cup Algemeen klassement

2019/2020
- KPN Marathon Cup 3 Deventer
- KPN Marathon Cup 10 Groningen
- KPN Marathon Cup 13 Tilburg
- Trachitol Trophy Sprint klassement
- KPN Marathon Cup Algemeen klassement

2021/2022
- Marathon Cup 2 Deventer
- Marathon Cup 3 Heerenveen
- Marathon Cup 7 Tilburg
- NK Marathon Alkmaar